# Angulus euvitreus
Angulus euvitreus is een tweekleppigensoort uit de familie van de Tellinidae. De wetenschappelijke naam van de soort is voor het eerst geldig gepubliceerd in 1964 door Boss.